# Gabinete Flandin I
O Gabinete Flandin I foi o ministério formado por Pierre-Étienne Flandin em 08 de novembro de 1934 e dissolvido em 31 de maio de 1935. Foi o 97º gabinete da Terceira República Francesa, sendo antecedido pelo Gabinete Doumergue II e sucedido pelo Gabinete Bouisson.

## Contexto
O primeiro governo de Pierre-Étienne Flandin foi organizado após o fracasso da "União Nacional" de Gaston Doumergue. Na política interna, foi estabelecido pelo Ministério do Trabalho, em 6 de fevereiro de 1935, uma limitação ao emprego de mão-de-obra estrangeira, ao mesmo tempo em que refugiados alemães que chegaram a França após a ascensão de Adolf Hitler ao poder tiveram reconhecido o direito de asilo, mas não o direito ao trabalho.
Na política externa, em 16 de março de 1935, Hitler anunciou publicamente que havia decidido, por um lado, restabelecer o serviço militar obrigatório na Alemanha, por outro, aumentar a força da Wehrmacht de 100.000 para 500.000 homens e, finalmente, aumentar o número de divisões militares de 10 para 36. Embora esses anúncios constituíssem as três primeiras violações flagrantes do "Tratado de Versalhes", seguidas por outras nos anos seguintes, o governo de Flandin optou por não reagir, particularmente militarmente, o que teria consequências catastróficas duradouras a partir do final da década de 1930.
Em 30 de maio de 1935, a Assembleia Nacional Francesa recusou-se a votar a favor dos plenos poderes financeiros solicitados pelo governo, precipitando a renúncia de Flandin e sua substituição por Fernand Bouisson.

## Composição

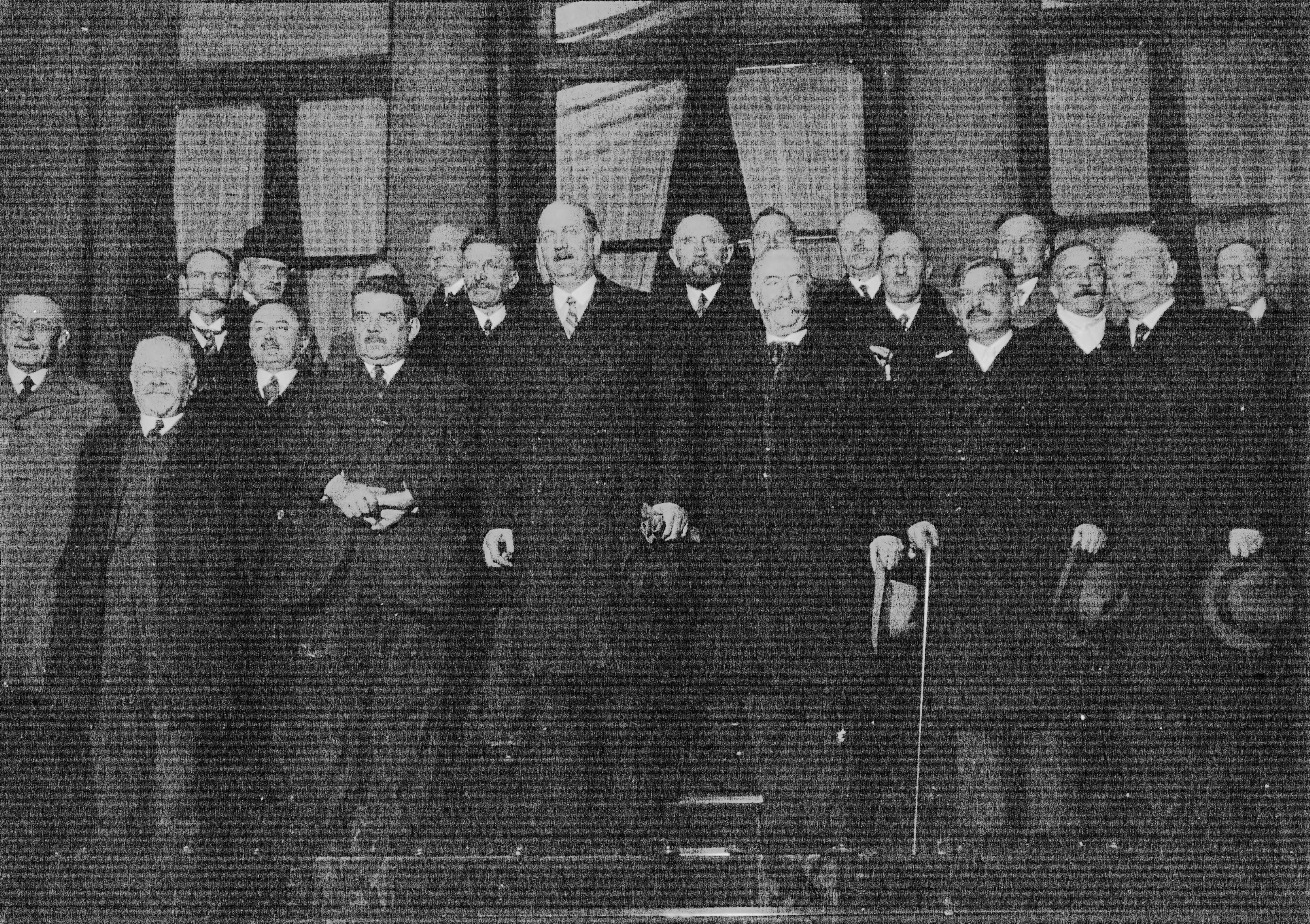
O 1º Gabinete Flandin em fotografia de 1934.

- Presidente da República: Albert Lebrun
- Presidente do Conselho de Ministros: Pierre-Étienne Flandin
- Ministro dos Estrangeiros: Pierre Laval
- Ministro da Justiça: Georges Pernot
- Ministro do Interior: Marcel Régnier
- Ministro da Guerra: Louis Maurin
- Ministro das Finanças: Louis Germain-Martin
- Ministro da Educação Nacional: André Mallarmé
- Ministro das Obras Públicas: Henri Roy
- Ministro da Agricultura: Émile Cassez
- Ministro do Comércio e Indústria: Paul Marchandeau
- Ministro dos Correios, Telégrafos e Telefones: Georges Mandel
- Ministro do Trabalho: Paul Jacquier
- Ministro das Pensões: Georges Rivollet
- Ministro da Saúde Pública e Educação Física: Henri Queuille
- Ministro da Marinha Militar: François Piétri
- Ministro do Ar: Victor Denain
- Ministro da Marinha Mercante: William Bertrand
- Ministro das Colônias: Louis Rollin
- Ministro de Estado: Édouard Herriot
- Ministro de Estado: Louis Marin

## Realizações
- Limitação do emprego de mão-de-obra estrangeira em certos departamentos e em certos ofícios, como hotéis e restaurantes, construção civil, indústria de papel e cartão.[1]